# Voo Pakistan International Airlines 8303
O voo Pakistan International Airlines 8303 era uma rota comercial doméstica de passageiros operada pela Pakistan International Airlines, entre o Aeroporto Internacional Allama Iqbal, em Lahore, até o Aeroporto Internacional Jinnah, em Carachi, Paquistão. Em 22 de maio de 2020, um Airbus A320-214 que operava a rota caiu enquanto fazia uma segunda aproximação para pouso em Carachi, na área residencial de Model Colony. O acidente ocorreu às 14h45min no Tempo Padrão do Paquistão (09h45min UTC), momento em que os controladores de tráfego aéreo perderam ligação de rádio com o avião.

## Aeronave
A aeronave envolvida no acidente foi um Airbus A320-214, com prefixo AP-BLD, fabricado em 2004 e entregue primeiramente à China Eastern Airlines.

## Acidente
O avião deixou Lahore às 13h10min PKT (08h10min UTC) e iria pousar em Carachi às 14h30min PKT (09h30min UTC), porém arremeteu após problemas com o trem de pouso quando tentava aterrissar. Na segunda aproximação, caiu antes chegar ao aeroporto devido, segundo relato dos controladores, a uma falha do motor.
Testemunhas disseram que o Airbus A320 tentou pousar mais de uma vez antes de cair, segundo a Associated Press. Pessoas que estavam em terra também estavam entre as vítimas. Seemin Jamali, responsável pelo Jinnah Post Graduate Medical College da cidade, afirmou que oito mortos e 15 pessoas feridas foram transferidas ao seu centro médico. "Todos eram pessoas que estavam em terra. Para cá não trouxeram passageiros do avião", explicou à AFP. Uma emissora local mostrou muitas pessoas que se aglomeravam perto da área do acidente e ambulâncias que tentavam se deslocar.